# Le Coudray-sur-Thelle
Le Coudray-sur-Thelle is een gemeente in het Franse departement Oise (regio Hauts-de-France) en telt 502 inwoners (2005). De plaats maakt deel uit van het arrondissement Beauvais.

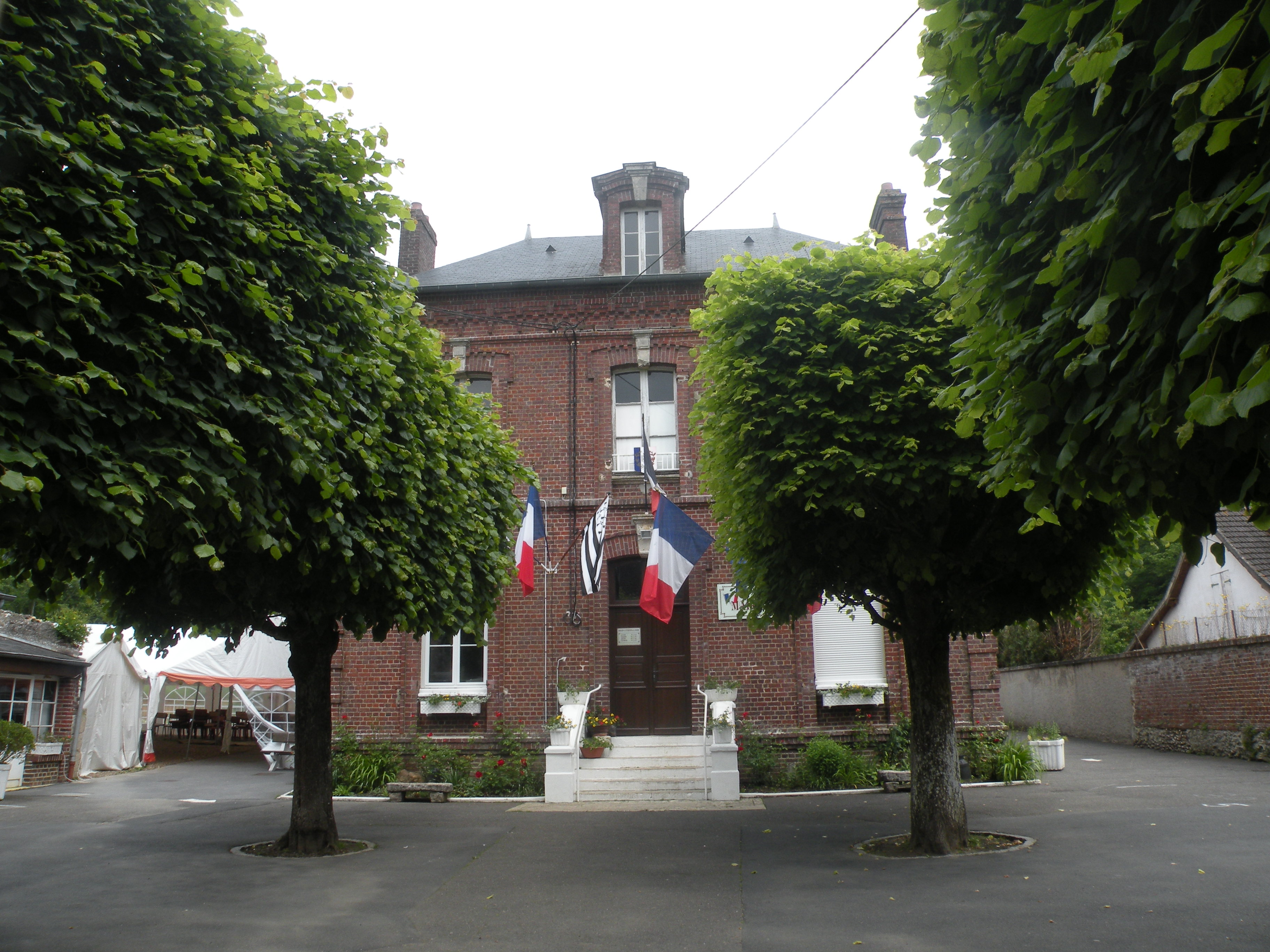
Gemeentehuis
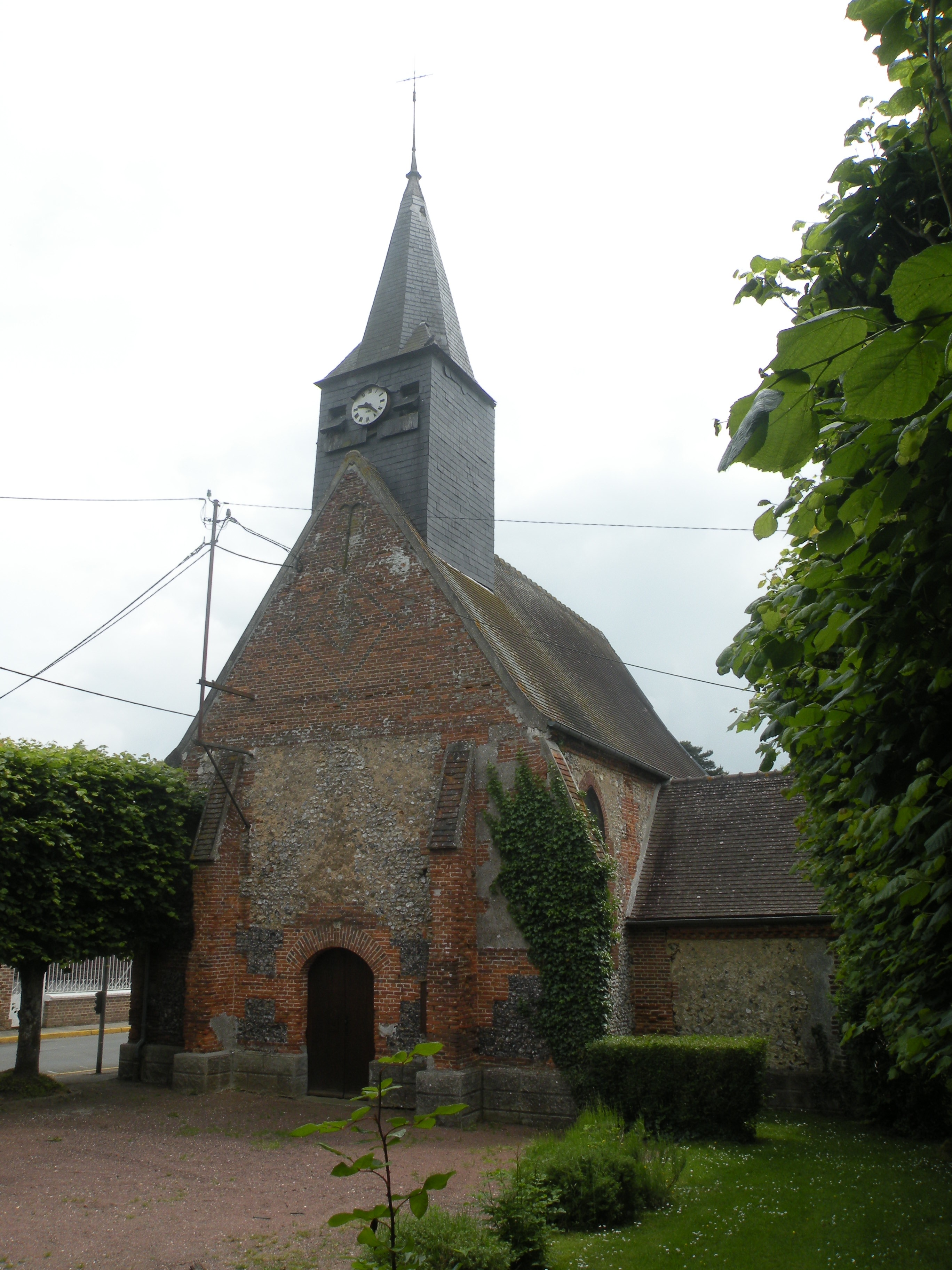
Kerk van St. Mathurin

## Geografie
De oppervlakte van Le Coudray-sur-Thelle bedraagt 3,8 km², de bevolkingsdichtheid is 132,1 inwoners per km².
De onderstaande kaart toont de ligging van Le Coudray-sur-Thelle met de belangrijkste infrastructuur en aangrenzende gemeenten.

## Demografie
Onderstaande figuur toont het verloop van het inwonertal (bron: INSEE-tellingen).